# 19625 Ovaitt
19625 Ovaitt è un asteroide della fascia principale. Scoperto nel 1999, presenta un'orbita caratterizzata da un semiasse maggiore pari a 2,4424208 au e da un'eccentricità di 0,0886386, inclinata di 3,09672° rispetto all'eclittica.
L'asteroide è dedicato alla studentessa statunitense Elena Kurtz Ovaitt.